# رونالد بوفالا
رونالد بوفالا (بالألمانية: Ronald Pofalla)؛ (15 مايو 1959 -)، سياسي ألماني ينتمي إلى حزب الاتحاد الديمقراطي المسيحي (CDU) ويشغل منذ 28 أكتوبر 2009 منصب وزير الشؤون الخاصة ورئيس مكتب المستشار لجمهورية ألمانيا الإتحادية .شغل بوفالا منصب الأمين العام لحزب الاتحاد الديمقراطي المسيحي 2005 حتي 2009 عندما تم تعيينه في مجلس الوزراء خلفا لتوماس دي مايتسيره.

## روابط خارجية
- رونالد بوفالا على موقع مونزينجر (الألمانية)